# Соборное деяние на еретика Арменина, на мниха Мартина
Собо́рное дея́ние на еретика́ Армени́на, на мни́ха Марти́на (церк.-слав. Собо́рное дҍѧ́нїе на єретика́ армени́на, на мни́ха марти́на) — подложное сочинение, созданное в самом начале XVIII века против старого обряда и самым активным образом использованное миссионерами Синодального периода в борьбе против старого обряда. Главным персонажем «Деяния» является Мартин Арменин, или Мартин Армянин — еретик и мних (монах). Имя Мартина Арменина как подлинного лица вошло во множество исторических монографий и в богослужебный текст в Русской православной церкви. В настоящее время Русская православная церковь признаёт, что сочинение является подделкой.

## Предыстория и причины создания подлога
В середине XVII века началась реформа в Русской церкви, обряды унифицировали по греческим образцам. С этой целью русские древние обряды были объявлены еретическими, а их последователи провозглашены еретиками и преданы анафеме. Ещё до начала реформы Арсений (Суханов) имел прения с греками о том, как надо складывать персты, греки упрекали Арсения, что русские крестятся подобно армянам, на что Арсений ответил, что армяне сохранили древнее предание. На Московском поместном соборе 1656 года патриарх Антиохийский Макарий объявил крестящихся двуперстно «подражателями арменов», а архиереи подписали это решение. Б. А. Успенский объясняет это тем, что армяне, подобно русским, в XVII веке крестились двоеперстием, в отличие от всех остальных монофизитов; по его мнению, двоеперстие армяне ещё раньше переняли от греков. После церковных анафем (собора 1656 года и Большого Московского собора, жесточайших репрессий — пыток и убийств сторонников старого обряда («Двенадцать статей» царевны Софьи), — было выбрано новое направление борьбы со старым обрядом: обложение старообрядцев двойным налогом и использование фальсификаций, которые специально было решено создать для этих целей.

## Подлог

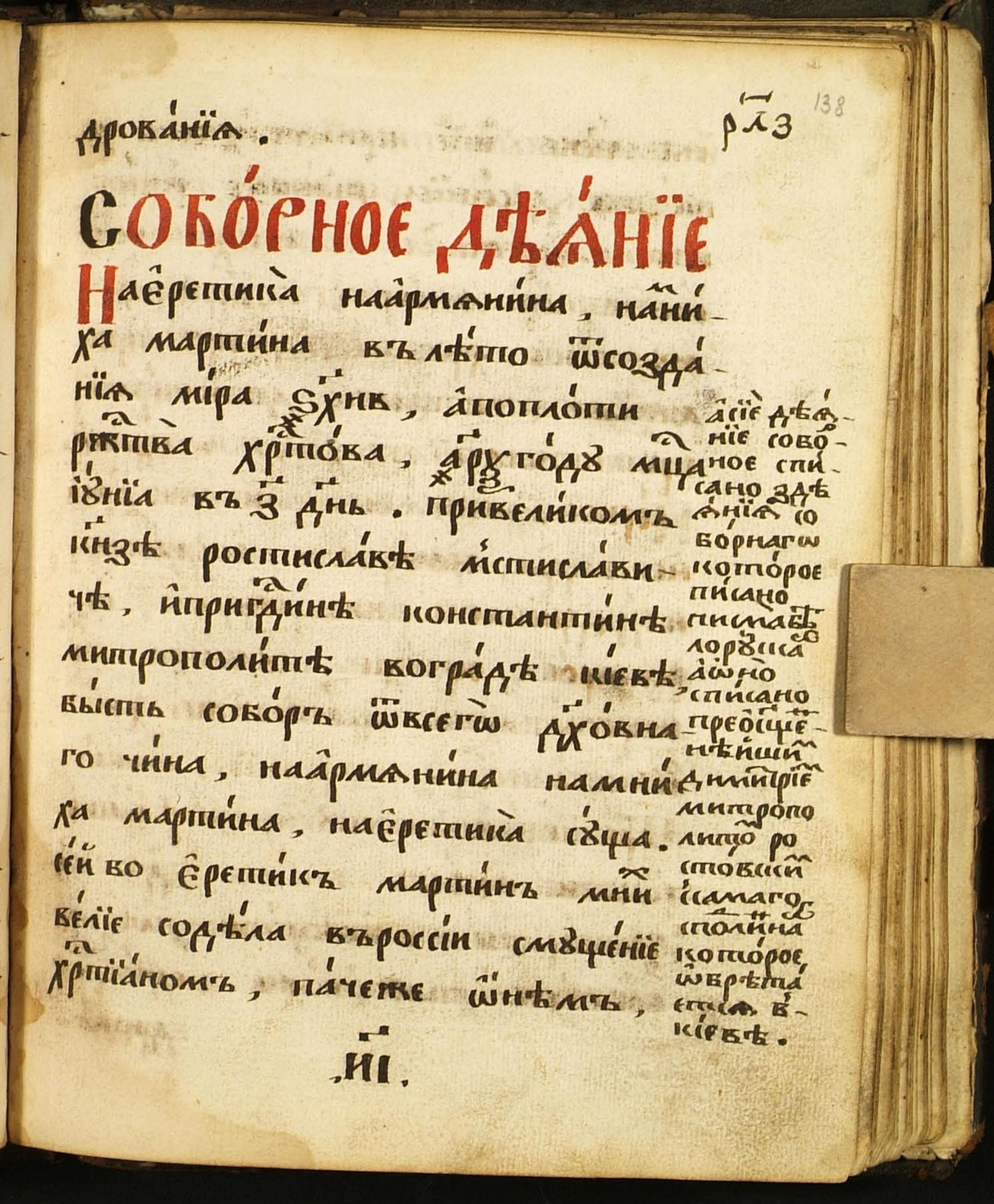
Соборное деяние на еретика Армянина, на мниха Мартина. Питирим (архиепископ Нижегородский и Алатырский). «Объявление о сложении перстов десныя руки на знамение честнаго креста. Ответы игумена Питирима града Переславля монастыря Николаевского». рукопись. XVIII век.
На полях надпись, сделанная Питиримом: «А сие Деяние соборное списано з Деяния соборнаго, которое писано писма белорускаго, а оно списано преосвященнейшим Димитрием митрополитом Ростовским с самого сподлина, которое обретается в Киеве».

В первой четверти XVIII века, при Петре I, для борьбы со старообрядчеством было создано подложное сочинение «Соборное деяние на еретика Арменина, на мниха Мартина», в котором говорится, что монах и еретик Мартин, родом армянин, прибыв в Россию из Константинополя в 1149 года и выдав себя за грека, родственника патриарха Луки Хризоверга, начал проповедовать на Руси ересь, состоявшую из армянства, латинства (которым, по «Деянию», он заразился в Риме) и старообрядчества (отметание креста двоечастного, хождение посолонь, Исус а не Иисус, аллилуия дважды, сложение перстов для крестного знамения и для благословения двуперстное), что он осуждён на Соборе, бывшем в Киеве в 1160 году, при великом князе Ростиславе Мстиславиче и митрополите Константине, а затем его осудили на Соборе, бывшем в Константинополе в следующем 1161 году при патриархе Луке Хризоверге, после чего Мартина сожгли.

## Содержание учения Мартина
Согласно сочинению «Соборное деяние на еретика Арменина, на мниха Мартина» собор против Мартина был 7 июня 6652 года от сотворения мира, а по рождестве Христа в 1160 году [до XVII века на Руси в документах указывали только одну дату — год от сотворения мира; разница между датой от сотворения мира и датой по рождестве Христа согласно древнерусской хронологии должна быть 5500 лет, в Деянии эта разница — 5492 года] при великом князе Ростиславе Мстиславовиче и митрополите Константине [Константин был митрополитом с 1155 по 1158 год и не мог присутствовать на соборе в 1160 году]. Собор состоялся в Киеве из-за того, что Мартин, называвший себя греком и родственником патриарху Луке Хризовергу в России [первое известное упоминание слова «Россия» — 1387 год, за 200 лет до этого государство в документах называлось «Русь»] начал распространять свое учение и вызвал возмущение. Учение Мартина это 20 догматов: 1. евхаристию надо служить на одном вине и не добавлять воду в потир; 2. евхаристию надо служить на опресноках, а не на квасном хлебе; 3. в субботу необходимо поститься; 4. всем необходимо поститься в среду и пятницу от мяса, сыра, масла и рыбы в сплошные седмицы; 5. отметал двучастный крест на просфорах и учил, что надо изображать распятие и на опресноках; 6. отрицал проскомидию; 7. учил, что псалмы во время богослужения необходимо читать лицом на запад; 8. крещение совершать нужно без миропомазания; 9. во время крещения вокруг купели, во время хиротонии вокруг престола и во время венчания вокруг аналоя необходимо ходить посолонь; 10. во время вечерни и литургии с кадилом или с Евангелием или при освящении церкви необходимо выходить из алтаря через южные двери и обходить нужно посолонь; 11. учил есть в великую субботу сыр, яйца и рыбу; 12. учил, что монахам можно есть мясо; 13. учил, что во Христе едино естество; 14. учил, что Христос сошёл с неба во плоти; 15. ересью называл написание имени Христа «I҃ИС» и учил, что писать необходимо его имя как «I҃C»; 16. учил по чтению псалмов произносить сугубую, а не трегубую аллилуйя; 17. учил совершать крестное знамение слева направо; 18. учил мирян креститься двуперстно и учил священником благословлять двоеперстием; 19. учил молиться обратившись лицом на запад и алтари учил ставить в западной части храмов; 20. учил совершать литургию по латинскому чину.

## Авторство и издание сочинения
Первое упоминание о мнимом соборе на никогда не существовавшего еретика Мартина встречается у митрополита Димитрия Ростовского в его книге «Зерцало православного исповедания» (1709 год), он пишет: «Изображать же крестное знамение должно тремя большими перстами правой руки, сложенными вместе. Ибо так велит Собор, бывший в Киеве по поводу монаха Мартина, и так же утверждает святейший патриарх Антиохийский Макарий в ответе на вопросительное послание Патриарха Российского Никона». Кроме того, Питирим начал свою миссионерскую деятельность только в 1707 году, и сам же он в своей книге «Пращица» говорит, что помог найти ему «Соборное деяние» Димитрий Ростовский. Димитрий Ростовский дал Питириму список Соборного деяние на еретика Арменина, на мниха Мартина, который был у него и который он списал с древнего подлинного документа, находившегося в Киеве.
В своей книге «Пращица» Питирим Нижегородский излагал следующую историю обретения текста. Питирим в начале имел на руках не сам древний документ, а лишь список с него. Этот список, которым Питирим очень дорожил, якобы написанный Димитрием Ростовским в начале XVIII века, не убедил старообрядцев во время диспута с Питиримом в 1711 году в существовании как Собора против Мартина Арменина, так и самого Мартина. Старообрядцы предложили Питириму найти подлинный древний документ. Питирим в 1717 году обратился по этому случаю с просьбою к Патриаршему местоблюстителю — митрополиту Стефану Яворскому и просил, чтобы тот послал верного ему монаха в Киев с Царским указом ради нахождения подлинного древнего документа — Соборного деяния и чтобы Киевский архиерей повелел во всех книгохранилищах искать невозбранно. Благодаря этому прошению по указу митрополита Стефана августа 1717 года для отыскания подлинного Соборного деяния послан был в Киев монах Феофилакт из Успенского монастыря, управляемого Питиримом. 3 сентября 1717 года Феофилакт прибыл в Киев. Здесь стали искать Соборное деяние по приказу митрополита Киевского Иоасафа Кроковского во всех библиотеках. Усердие искателей не осталось без успеха: Деяние было найдено в библиотеке древнего Николаевского Пустынного монастыря и прислано в Москву вместе с другими девятью древними книгами. Для большего убеждения в подлинности и древности документа Деяния вместе с книгами из Киева была прислала грамота, в которой подписавшие её: митрополит Киевский Иоасаф (Кроковский); Иродион (Жураковский), архимандрит Межигорского монастыря; Варлаам (Леницкий), игумен Киевского Михайловского Златоверхого монастыря; Иоанникий (Сенютович), архимандрит Киево-Печерской лавры; Христофор Чарнуцкий, игумен Николаевского Пустынного монастыря в Киеве свидетельствовали, что они нашли настоящий древний документ Соборного деяния. Феофилакт 31 января 1718 года возвратился из Киева и привез с собою данные ему книги. Принесенное им Деяние оставлено для хранения в Московской Государевой библиотеке, а верный список с него, подтвержденный подписями всех бывших в Москве духовных сановников, был послан с монахом Феофилактом к архимандриту Питириму для удостоверения старообрядцев, сомневавшихся в Собором деянии. Вместе с этим посланы Питириму и Царская грамота с подлинным обо всем объявлением и другие, привезенные из Киева книги, нужные обращающему старообрядцев архимандриту Питириму для бо́льшего их убеждения
Е. Е. Голубинский считал, однако, что соборное деяние было ничто иное, как прискорбнейше неудачная (и чрезвычайно неискусная) выдумка известного миссионера против раскольников при Петре Питирима, архиепископа Нижегородского, с неизвестными помощниками.
С 1718 по 1721 год «Соборное деяние» было напечатано несколько раз отдельной книжкой. В 1721 году «Деяние» было напечатано в виде приложения к Питиримовой «Пращице», в предисловии рассказывается мнимая история его открытия при помощи Димитрия Ростовского. Кроме того, «Деяние» ссылается на Поучение митрополитов Михаила и Феопемта, также никогда не существовавшее. «Соборное деяние на еретика Арменина, на мниха Мартина» в качестве приложения в книге Питирима «Пращица» было издано в 1726 и 1752 годах. В 1915 году в типографии товарищества Рябушинских сочинение было издано в книге  «Пращица духовная Питирима архиепископа Нижегородского и Соборное деяние на Мартина Армянина».

## Разоблачение подлога старообрядцами в начале XVIII века
Вымышленная история про мнимого монаха и еретика Мартина использовалась синодальными миссионерами. Архиепископ Питирим для этой цели отправился в 1716—1719 годах на Керженец (Нижегородская губерния) с вопросами к старообрядцам. Среди вопросов, как аргумент против «еретичества» двоеперстия, был вопрос о Мартине и о соборе на него. Подробный научно-исторический разбор подложности и антиисторичности «Деяния» сделал Александр Дьякон в Керженских ответах.
20 июня 1719 года, уже после разоблачения подлога диаконом Александром, вышел циркулярный указ: «Книгу о соборном еретике Мартине на Утрени в воскресные дни вместо Пролога читать всем в слышание же. Дабы о прелестном его мудровании все сведомы и непокоряющияся святые церкви слыша оное прелестное учение еретика Мартина ко святой матери нашей восточной и апостольской Церкви. А оному проклятому еретическому преданию не ревновали. Аще же кто по сему великого Государя указу и по вышеявленному соборному свидетельствованному изложению от того прелестного учения не отщетится и церкви святой не покорится, и такового оному же суду предается, якоже и учитель их проклятый еретик Мартин».
Александр Дьякон был подвергнут допросу, после чего ему отрубили голову, а тело сожгли по приказу Петра I в 1720 году. Когда был отменён указ, неизвестно.
В 1722 году на Выге (современная Карелия), в старообрядческую общину ради миссионерства был отправлен иеромонах Неофит, он принёс 106 вопросов, среди которых был опять вопрос о еретике Мартине и о Киевском соборе. Братья Денисовы в «Поморских ответах» снова провели подобный разбор подложности документа, найдя в нём множество откровенных грубых ошибок, и послали ответ Петру. В «Поморских ответах» в качестве аргументации используется палеографический анализ текста, основоположниками которого в России, таким образом, стали Денисовы. На сей раз старообрядцы репрессиям не подверглись, но на саму «найденную в Киеве рукопись» по царскому повелению была наложена печать, чтобы никто не смог её посмотреть и, по всей видимости, чтобы сами новообрядческие исследователи не обнаружили подлог.

## Продвижение и распространение подлога в литературе, в учебных заведениях и в богослужении новообрядцев

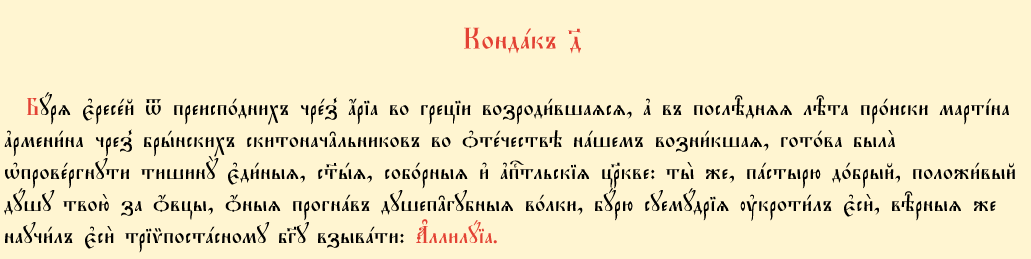
Акафист Димитрию Ростовскому. Кондак 4, в котором говорится о бури ересей Мартина Арменина.

Книгу «Пращица» с рассказом о мнимом еретике Мартине печатали по благословению Святейшего синода неоднократно, в 1721, 1726, 1752 и, наконец, в 1915 году.
Кроме того, самого Димитрия Ростовского канонизировали, в конце XVIII века ему написали акафист, в который включили текст о мифическом еретике Мартине. Акафист написан священником Московского Собора Спаса на Бору Иоанном Алексеевым. Текст акафиста был изучен на трёх заседания Святейшего Синода в 1800 году (2 июля, 13 июля и 8 августа). Синод одобрил текст акафиста и дал благословение его напечатать, что и было сделано.
Акафист Димитрию Ростовскому, четвёртый кондак:
Буря ересей, от преисподних чрез Ария в Греции возродившаяся, в последняя лета козньми Мартина Арменина чрез брынских скитоначальников во Отечество наше принесенная, тишину Единыя, Святыя, Соборныя и Апостольския Церкве хотяше разрушити. Ты же, пастырю добрый, душу твою за овцы полагая, прогнав оных душепагубных волков, бурю суемудрия укротил еси, верныя же научил еси Триипостасному Богу взывати: Аллилуия.
Брынские скитоначальники — это старообрядцы. Акафист по сей день читает и поёт священство в РПЦ на богослужениях.
Кроме того, о мнимом еретике Мартине и о придуманном Киевском соборе рассказывали в духовных учебных заведениях, включая духовную академию, где готовили священство и архиереев. О нём, как о подлинном историческом лице, проповедовали священники с амвона весь синодальный период. Имя Мартина упоминают многие авторы синодального периода: митрополит Арсений (Мацеевич), архиепископ Симон (Лагов), архиепископ Никифор Феотоки, насельник Оптиной пустыни Иоанн (Малиновский), архимандрит Иероним (Алякринский), епископ Феофан Затворник, митрополит Макарий (Булгаков), архиепископ Игнатий (Семёнов).
Ряд светских историков, например, Сергей Соловьёв, писали о Мартине Арменине как о действительном историческом лице.

## Изменение взглядов

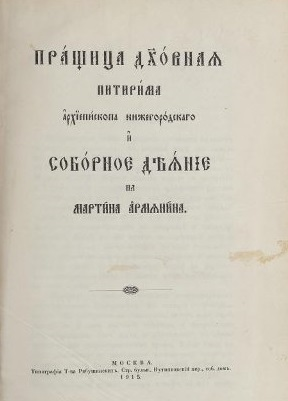
Пращица духовная Питирима архиепископа Нижегородского и Соборное деяние на Мартина Армянина (1915)

Старообрядческие исследователи ещё в самом начале XVIII века подробным образом объяснили, что «Соборное деяние» и еретик Мартин являются мифотворчеством, в нём содержатся исторические нестыковки в жизни князей и митрополитов. Но мнение старообрядцев не принималось во внимание, их считали злодеями, еретиками, раскольниками. К их добротным историческим исследованиям по поводу подлога учёные-новообрядцы обратились только в середине XIX века, их работы стали внимательно читать и сопоставлять с новыми открытиями в исторической науке. Оказалось, что в XII веке как на Руси, так и Византии перстосложением для крестного знамения было двоеперстие и такого собора вообще не могло быть ни под каким предлогом; кроме того, сам текст «древней рукописи» оказался подлогом XVIII века.
Весьма скептически отнёсся к изложению истории Мартина в «Пращице» (к рукописи «Деяния», тогда ещё опечатанной, у него не было доступа) Н. М. Карамзин, обнаружив в тексте анахронизмы и признаки нового «слога», а также указав на молчание о деле Мартина во всех древних источниках.
До 1854 года сама «древняя рукопись» была закрыта для исследователей, в этом году было дано разрешение для того, чтобы её открыть и подробно исследовать, что и сделал Невоструев. Уже в 60-е годы XIX века вышли первые книги, в которых говорилось: «за неимѣніемъ подлинныхъ доказательствъ о древности трехперстнаго сложенія и другихъ Никоновскихъ нововведеній, рѣшились прибѣгнуть, съ согласія Петра I, къ неизвинительной хитрости, къ составленію подложнаго дѣянія небывалаго собора на Мартина Армянина».
Синайский, Каптерев, Голубинский, Горский и современные исследователи вслед за старообрядцами разоблачили фальсификацию. Сложность заключалась ещё в том, что, помимо «Деяния на еретика Мартина», синодальные миссионеры в начале XVIII века создали ещё одну фальшивку — это так называемый «Требник митрополита Феогноста», в котором изложено учение о правильности троеперстия. Обе фальшивки использовали в паре синодальные миссионеры.
В современной Православной энциклопедии под редакцией патриарха Московского и всея Руси говорится без сомнений о подложности «Соборного Деяния» (авторы различных статей ПЭ, где об этом написано: А. А. Лукашевич, В. В. Боченков, Е. М. Юхименко, Л. В. Луховицкий), точно так же как о фальсификации «Требника митрополита Феогноста».

## Текст Соборного деяния
- Соборное деяние на еретика Армянина, на мниха Мартина. Питирим (архиепископ Нижегородский и Алатырский). Объявление о сложении перстов десныя руки на знамение честнаго креста. Ответы игумена Питирима града Переславля монастыря Николаевского. рукопись. XVIII век.